# Белек (Польща)
Белек (пол. Bełek) — село в Польщі, у гміні Нове-Място-над-Пилицею Груєцького повіту Мазовецького воєводства.
Населення — 93 особи (2011).
У 1975-1998 роках село належало до Радомського воєводства.

## Демографія
Демографічна структура станом на 31 березня 2011 року:
|          | Загалом | Допрацездатний вік | Працездатний вік | Постпрацездатний вік |
| -------- | ------- | ------------------ | ---------------- | -------------------- |
| Чоловіки | 52      | 10                 | 29               | 13                   |
| Жінки    | 41      | 8                  | 20               | 13                   |
| Разом    | 93      | 18                 | 49               | 26                   |